# Maria, Prințesă de Leiningen
Prințesa Maria de Baden (Marie Amalie; 20 noiembrie 1834 - 21 noiembrie 1899) a fost a treia fiică și al șaptelea copil al lui Leopold, Mare Duce de Baden (1790–1852) și a Prințesei Sofia Wilhelmina a Suediei (1801–65). Ea a fost Prințesă de Leiningen prin căsătoria cu Ernst Leopold, Prinț de Leiningen.

## Familie

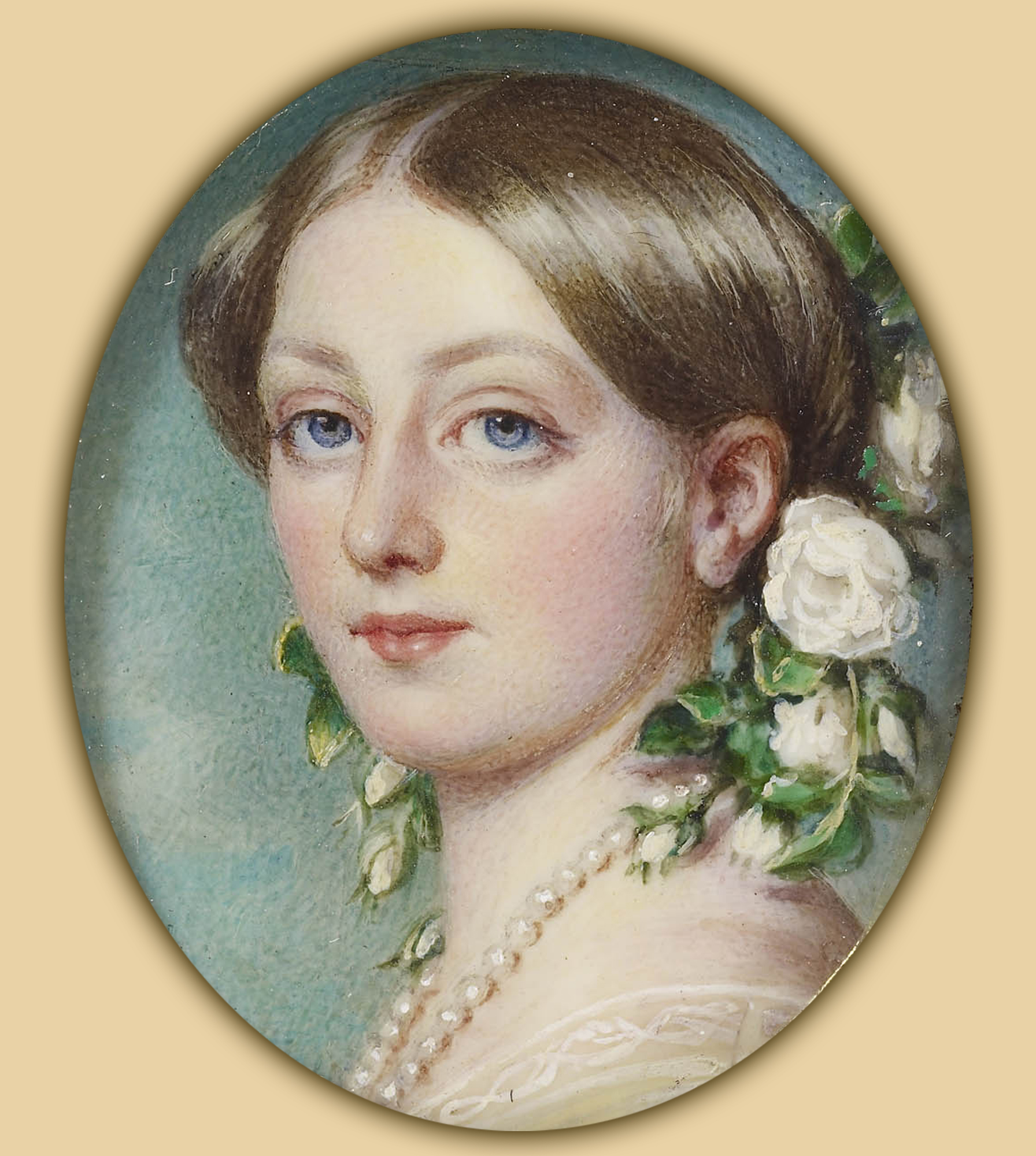
Maria de Baden în ziua nunții

Prințesa Maria s-a născut la 20 noiembrie 1834, la Karlsruhe. Ea a fost a treia fiică și al șaptelea copil al Marelui Duce Leopold de Baden și a soției acestuia, Prințesa Sofia Wilhelmina a Suediei.
Tatăl Mariei, Marele Duce Leopold, era descendent dintr-o ramură morganatică a familiei Baden (mama lui a fost Louise Caroline de Hochberg, o nobilă 
germană) și nu se bucura de statutul princiar sau drepturile suverane ale Casei de Zähringen. Totuși, în 1830, el a urcat pe tronul Marelui Ducat de Baden după ce linia principală masculină s-a stins. Leopold a fost considerat primul conducător german care a adus reforme liberale în țara sa. Mama lui, Prințesa Sofia a Suediei, era fiica regelui Gustav al IV-lea al Suediei și a Frederica de Baden.

## Căsătorie și copii
La 11 septembrie 1858, la Karlsruhe, Maria s-a căsătorit cu Ernst Leopold, Prinț de Leiningen (1830–1904), fiul cel mare al lui Karl, Prinț de Leiningen (1804 - 1856) și a contesei Maria Klebelsberg (1806 - 1880). Prințul Karl de Leiningen a fost fratele vitreg al reginei Victoria. Ei au avut doi copii:
- Prințesa Alberta de Leiningen (24 decembrie 1863 – 30 august 1901).
- Prințul Emich de Leiningen (18 ianuarie 1866 – 18 iulie 1939); a devenit al 5-lea Prinț de Leiningen după decesul tatălui său în 1904; s-a căsătorit cu Prințesa Feodore de Hohenlohe-Langenburg (1866–1932).